# Direttiva di protezione temporanea
La direttiva sulla protezione temporanea (Direttiva 2001/55/CE del Consiglio) è una direttiva dell'Unione europea promulgata nel 2001 che prevede una protezione immediata e temporanea per gli sfollati provenienti da paesi non UE, destinata ad essere utilizzata in circostanze eccezionali quando il normale sistema di asilo europeo ha difficoltà a gestire un grande afflusso di rifugiati. È stata introdotta all'indomani delle guerre jugoslave, ma è stata applicata per la prima volta nel 2022 in occasione dell'invasione russa dell'Ucraina. La direttiva richiede agli Stati membri dell'Unione di accettare i rifugiati in base alla loro capacità di ospitarli, seguendo un principio di solidarietà e un "equilibrio degli sforzi" tra gli Stati membri.
Il 3 marzo 2022, per la prima volta, i ministri dell'UE hanno deciso all'unanimità di invocare la direttiva in risposta alla crisi dei rifugiati causata dall'invasione russa dell'Ucraina.

## Descrizione
La direttiva sulla protezione temporanea è stata approvata nel 2001 all'indomani delle guerre jugoslave, ed è entrata in vigore dal 7 agosto 2001.
Questa direttiva mira ad armonizzare le politiche dell'Unione europea in materia di migrazione forzata e ad aumentare la solidarietà e la collaborazione tra gli Stati membri in una crisi di rifugiati. La direttiva concerne le procedure per attivare e terminare la protezione temporanea, i diritti delle persone sotto protezione temporanea e le disposizioni speciali per specifiche categorie di persone (sopravvissute a traumi, minori non accompagnati e potenziali minacce alla sicurezza).
La protezione temporanea, che si differenzia dall'asilo, può durare fino a tre anni a seconda delle circostanze. Le persone in protezione temporanea possono ottenere un permesso di soggiorno senza la complicata burocrazia normalmente associata alla richiesta di asilo; possono lavorare e accedere alla previdenza sociale e hanno diritto alla protezione in tutta l'UE. I bambini devono poter accedere all'istruzione allo stesso modo dei residenti nell'UE.
Per invocare la direttiva, la Commissione europea deve prima fare una proposta agli Stati membri, e una maggioranza qualificata del Consiglio dell'Unione europea (generalmente almeno il 55% dei paesi dell'UE, che rappresentano almeno il 65% della popolazione del blocco) deve votare a favore. La direttiva è destinata ad essere invocata in caso di "afflusso massiccio" di profughi; la definizione di "afflusso massiccio" (mass influx) è stata volutamente lasciata sul vago per essere determinata caso per caso, in modo da consentire flessibilità nella sua applicazione.
Quando invocata, la direttiva obbliga tutti gli Stati membri (tranne la Danimarca, che ha una clausola di opt-out) ad accettare rifugiati, rilasciare permessi di soggiorno, ridurre al minimo la burocrazia e adottare altre misure per assistere gli sfollati. I rifugiati devono essere distribuiti tra gli Stati membri su base volontaria, in base alla capacità degli stessi di ospitarli.
La direttiva originariamente non si applicava all'Irlanda a causa della sua clausola di opt-out, ma l'11 aprile 2003 il governo irlandese ha dichiarato il suo desiderio di aderire, cosa che è stata accettata dalla Commissione europea. Tuttavia, al 2016 il governo irlandese non aveva recepito la direttiva.

## Crisi dei rifugiati ucraini del 2022
Il 3 marzo 2022, in risposta alla crisi dei rifugiati causata dall'invasione russa dell'Ucraina, i ministri dell'UE hanno deciso all'unanimità di invocare la direttiva sulla protezione temporanea per la prima volta nella sua storia.
La Commissione Europea aveva proposto di invocare la direttiva il giorno prima. È stato riferito che la direttiva includerebbe "i cittadini non ucraini e gli apolidi che risiedono legalmente in Ucraina", se non sono in grado di tornare nei loro paesi d'origine.

## Proposte di altri utilizzi e di abrogazione

### Proposte di altri utilizzi
Il possibile utilizzo della direttiva è stato occasionalmente discusso negli anni successivi alla sua approvazione.
Nel 2011 l'UE ha accolto più di 300.000 rifugiati, in parte a causa della prima guerra civile libica. I governi italiano e maltese hanno sostenuto l'utilizzo della direttiva sulla protezione temporanea, e la Commissione europea ha discusso di invocarla per affrontare le tensioni tra Italia e Francia sulle loro diverse politiche sui rifugiati. Tuttavia, la direttiva non è stata invocata, anche a causa dell'opposizione del governo tedesco.
Nel 2015, nel mezzo della crisi europea dei migranti, la commissione UNHCR, alcuni membri del Parlamento europeo e attivisti hanno chiesto che la direttiva fosse invocata. Il funzionario della politica estera dell'UE Josep Borrell ha discusso la possibilità di invocare la direttiva nel 2021 per aiutare i rifugiati afgani a seguito del ritiro delle forze armate statunitensi dall'Afghanistan.
Si è discusso della direttiva nel contesto dei rifugiati climatici, ma si pensa che probabilmente non sarebbe applicabile poiché il cambiamento climatico ha effetti graduali e non improvvisi.

### Proposte di abrogazione
Nel 2020, fu proposto un regolamento il quale affermava che la direttiva sulla protezione temporanea dovrebbe essere abrogata in quanto "non risponde più alla realtà attuale degli Stati membri".
John Koo, docente di diritto europeo presso la London South Bank University, ha affermato che la direttiva non avvantaggia né gli Stati membri né i rifugiati stessi e che i suoi meccanismi contengono problemi.